# Alaksandr Dubko
Alaksandr Iosifawicz Dubko (biał. Аляксандр Іосіфавіч Дубко, ros. Александр Иосифович Дубко, Aleksandr Iosifowicz Dubko; ur. 14 stycznia 1938 w Iłowie w rejonie szumilińskim, zm. 4 lutego 2001) – białoruski agronom i polityk, w latach 1997–2000 członek Rady Republiki Zgromadzenia Narodowego Republiki Białorusi I kadencji.

## Życiorys
Urodził się 14 stycznia 1938 roku we wsi Iłowo, w rejonie szumilińskim obwodu witebskiego Białoruskiej SRR, ZSRR. W 1960 roku ukończył Grodzieński Instytut Gospodarstwa Wiejskiego (GIGW), uzyskując wykształcenie agronoma. W latach 1960–1966 pracował jako agronom – specjalista hodowli nasion, kierownik wydziału, dyrektor gospodarstwa naukowego „Stanisławowo” GIGW. W latach 1966–1970 był kierownikiem Wydziału Rolnictwa Brzostowickiego Rejonowego Komitetu Wykonawczego. W latach 1970–1972 pełnił funkcję dyrektora Zrzeszenia Sowchozów o Profilu Mleczno-Warzywnym w obwodzie grodzieńskim. W latach 1972–1994 pracował jako przewodniczący kołchozu „Postęp” w rejonie grodzieńskim. W czasie jego kierownictwa kołchoz ten stał się jednym z najlepiej prosperujących w obwodzie.

### Działalność polityczna

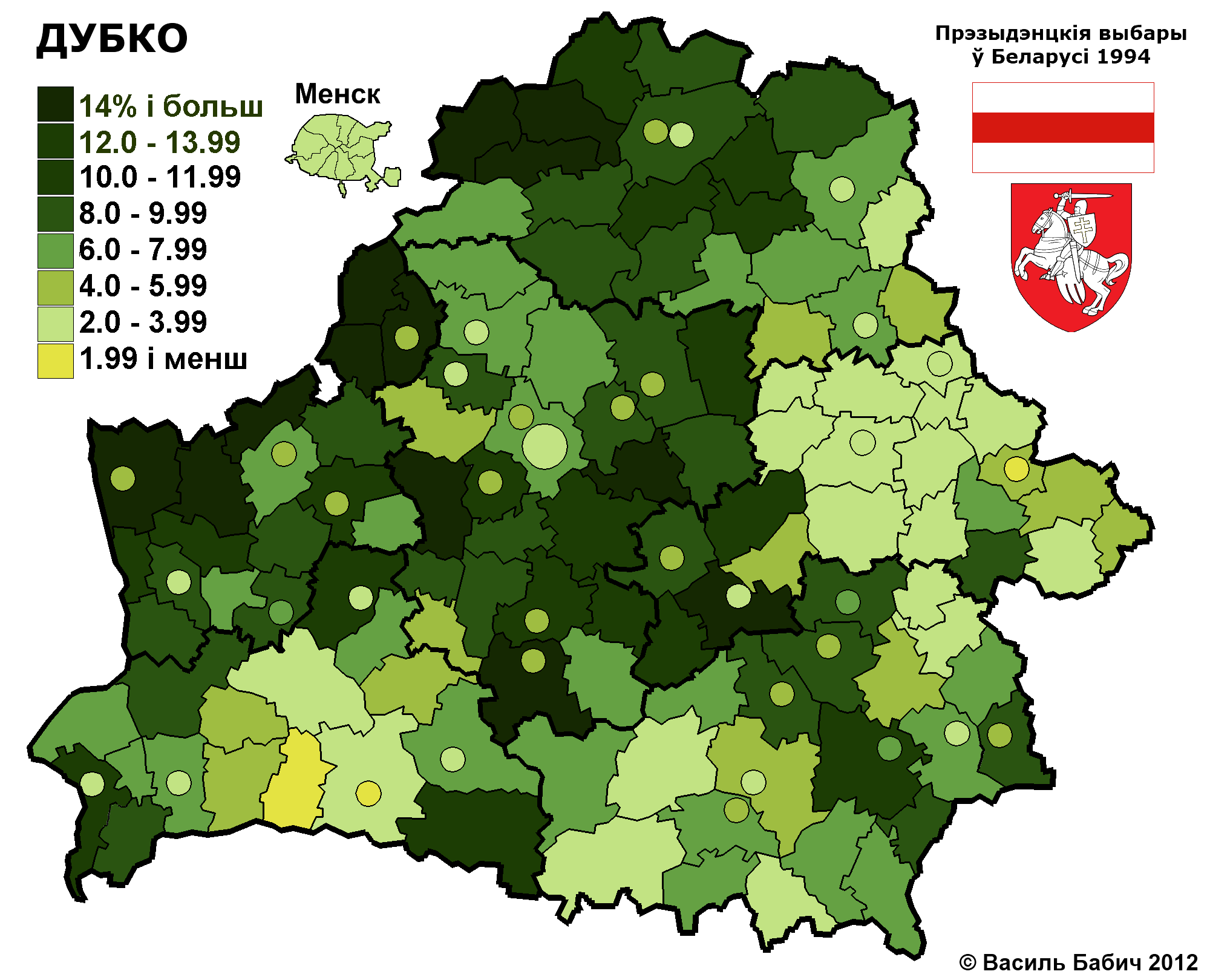
Poparcie dla Alaksandra Dubki w wyborach prezydenckich na Białorusi w 1994 roku

W czasach istnienia ZSRR był delegatem na wiele zjazdów Komunistycznej Partii Białorusi i KPZR. Na XXVIII Zjeździe KPZR wysunął kandydaturę Jegora Ligaczowa na stanowisko zastępcy sekretarza generalnego KC KPZR. W latach 1991–1993 był przewodniczącym Grodzieńskiej Obwodowej Rady Deputowanych. Kandydował na urząd prezydenta Republiki Białorusi w wyborach 23 czerwca 1994 roku. W I turze uzyskał 6% głosów i nie przeszedł do II tury. Od 12 grudnia 1994 roku pełnił funkcję przewodniczącego Grodzieńskiego Obwodowego Komitetu Wykonawczego. W 1995 roku należał do Rady Krajowej Białoruskiej Partii Agrarnej. 13 stycznia 1997 roku został członkiem nowo utworzonej Rady Republiki Zgromadzenia Narodowego Republiki Białorusi I kadencji. Od 22 stycznia pełnił w niej funkcję członka Stałej Komisji ds. Międzynarodowych i Bezpieczeństwa Narodowego. Jego kadencja w Radzie Republiki zakończyła się 19 grudnia 2000 roku.

## Odznaczenia
- Bohater Białorusi (30 czerwca 2001; pośmiertnie) – za wybitne zasługi dla państwa i społeczeństwa[6];
- Bohater Pracy Socjalistycznej (1982) – za wybitne zasługi w organizacji produkcji rolnej[2];
- dwa Ordery Lenina;
- Order Czerwonego Sztandaru Pracy;
- Order Ojczyzny III klasy (18 listopada 1997) – za wielki osobisty wkład w społeczno-ekonomiczny rozwój obwodu[7];
- Order „Znak Honoru”;
- cztery medale;
- trzy gramoty pochwalne Rady Najwyższej Białoruskiej SRR[1].